# Condado de Woodford (Illinois)
El condado de Woodford es un condado situado en el estado de Illinois, Estados Unidos. Tiene una población estimada, a mediados de 2021, de 38 225 habitantes.
La cabecera del condado es Eureka.

## Geografía
Según la Oficina del Censo de los Estados Unidos, el condado tiene un área total de 1410 km², de la cual 1370 km² son tierra y 40 km² son agua.

### Condados adyacentes
- Condado de Marshall (norte)
- Condado de LaSalle (noreste)
- Condado de Livingston (este)
- Condado de McLean (sureste)
- Condado de Tazewell (suroeste)
- Condado de Peoria (oeste)

## Historia
El Condado de Woodford se separó de los condados de McLean y Tazewell en 1841. Su nombre es en honor del condado de Woodford en Kentucky, el cual a su vez fue nombrado en honor de un general de Virginia en la Guerra de Independencia de los Estados Unidos llamado William Woodford.

## Demografía

### Censo de 2020
Según el censo de 2020, en ese momento había 38 467 habitantes y 14 616 hogares en el condado. La densidad de población era de 28 hab/km².
La composición racial era la siguiente:
- El 93.85 % de los habitantes eran blancos,
- El 0.72 % eran afroamericanos.
- El 0.13 % eran amerindios.
- El 0.56 % eran asiáticos
- El 0.04 % eran isleños del Pacífico.
- El 0.55 % eran de otras razas.
- El 4.15 % eran de una mezcla de razas.

Del total de la población, el 1.92% eran hispanos o latinos de cualquier raza.

### Censo de 2000
Según el censo del año 2000, en ese momento había 35 469 habitantes, 12 797 hogares y 9802 familias en el condado. La densidad de población era de 26 hab/km² (67 hab/mi²).
La composición racial era la siguiente:
- 97.79 % blancos (no hispanos)
- 0.68 % hispanos (todos los tipos)
- 0.25 % negros o negros americanos (no hispanos)
- 0.14 % otras razas (no hispanos)
- 0.31 % asiáticos (no hispanos)
- 0.65 % mestizos (no hispanos)
- 0.17 % nativos americanos (no hispanos)
- 0.01 % isleños (no hispanos)

Había 12 797 hogares, de los cuales el 35.40 % tenían menores de 18 años viviendo con ellos, el 67.50 % eran parejas casadas viviendo juntas, el 6.60 % eran mujeres que forman una familia monoparental (sin cónyuge), y 23.40 % no eran familias. El tamaño promedio de una familia era de 3.12 miembros.
En el condado el 26.70 % de la población tenía menos de 18 años; el 8.70 % tenía de 18 a 24 años; el 26.20% tenía de 25 a 44; el 23.60 %, de 45 a 64, y el 14.80 % eran mayores de 65 años. La edad media era de 38 años. Por cada 100 mujeres había 95.5 hombres. Por cada 100 mujeres mayores de 18 años había 92.9 hombres.
Los ingresos medios de los hogares del condado eran de $51 394 y los ingreso medios de las familias eran de $58 305. Los hombres tenían unos ingresos medios de $42 150 frente a $25 251 de las mujeres. Los ingresos per cápita del condado eran de $21 956. El 2.90% de la población y el 4.30% de las familias estaban debajo de la línea de pobreza. Del total de personas en esta situación, el 5.80% tenían menos de 18 años y el 4.20% tenían 65 años o más.

### Tabla de la evolución demográfica:[4]
|       | 1900   | 1910   | 1920   | 1930   | 1940   | 1950   | 1960   | 1970   | 1980   | 1990   | 2000   | 2020   |
| ----- | ------ | ------ | ------ | ------ | ------ | ------ | ------ | ------ | ------ | ------ | ------ | ------ |
| TOTAL | 21 822 | 20 506 | 19 340 | 18 792 | 19 124 | 21 335 | 24 579 | 28 012 | 33 320 | 32 653 | 35 469 | 38 467 |

## Ciudades y pueblos
| - Bay View Gardens - Benson - Cazenovia - Congerville - Cruger - El Paso | - Eureka - Germantown Hills - Goodfield - Kappa - Lowpoint | - Mackinaw Dells - Metamora - Minonk - Oak Ridge - Panola | - Roanoke - Secor - Spires - Spring Bay - Washburn - Woodford |